# Michitarō Komatsubara
Michitarō Komatsubara (小松原 道太郎), né le 20 juillet 1885 à Yokohama et mort le 6 octobre 1940 à Tokyo, était le général de l'Armée impériale japonaise commandant la XIIIe division engagée contre les Soviétiques au cours de la bataille de Khalkhin Gol, en 1939.

## Biographie
Originaire de Yokohama, dans la préfecture de Kanagawa, où son père était ingénieur naval, Komatsubara sort diplômé de la 18e promotion de l'Académie de l'armée impériale japonaise en 1905.
Il sert en tant qu'attaché militaire en Russie à partir de 1909-1910, et parle le russe avec aisance. Après son retour au Japon, il est affecté à différents postes au sein de l'État-major de l'armée impériale japonaise et du Conseil de guerre suprême.
En 1914, au début de la Première Guerre mondiale, il fait partie de la Force expéditionnaire japonaise qui attaque les Allemands lors du Siège de Tsingtao.
Au retour de Komatsubara au Japon en 1915, il est diplômé de la 27e promotion de l'École militaire impériale du Japon et est affecté en tant que commandant du 34e régiment d'infanterie.
À partir de 1918, les principaux pays de l'alliance anti-allemande, à laquelle appartient le Japon, décident d'une Intervention en Sibérie. En 1919, Komatsubara, bon connaisseur de la Russie, est affecté au Deuxième Bureau (renseignement militaire) de l'état-major général de l'armée, plus spécifiquement à branche soviétique de la 4e section (Europe et Amérique).
En 1926-1927, il est instructeur à l'École de guerre.
En 1927-1929, il est de nouveau nommé à Moscou en tant qu'attaché militaire.
Revenu au Japon, il est nommé commandant du 57e Régiment d'infanterie de 1930 à 1932.
Deux ans plus tard, il devient chef de l'Agence Spéciale de Harbin, dans le nouveau protectorat japonais du Mandchoukouo (Mandchourie).
Il est promu général de brigade en 1934 et retourne au Japon pour prendre le commandement de la 8e brigade d'infanterie.
En 1936-1937, il est nommé commandant de la 1er brigade de la Garde impériale du Japon.
Promu au grade de général de division en 1936, il est réaffecté dans l'Armée du Kwantung stationnée au Mandchoukouo, en tant que commandant de la XXIIIe division. C'est à ce poste qu'il affronte les Soviétiques lors de la bataille de Khalkhin Gol, en 1939. Nettement vaincu par Gueorgui Joukov, qui commande les troupes soviétiques, il est rappelé au Japon. Plus ou moins en disgrâce du fait de sa défaite, il est admis à la retraite le 31 janvier 1940, après 35 années de service militaire mais à seulement 54 ans.
Après sa retraite, il rejoint l'« Association de recherche sur la politique nationale », ou il partage ses connaissances et son expérience à la fois de la Russie, dont il parle la langue, et de la bataille de Khalkhin Gol.
Malade, il est admis en 1940 à l'hôpital de l'Université de Tokyo, où lui est diagnostiqué un cancer de l'estomac. Transféré à l'école de médecine de l'armée, le général de 55 ans décède le 6 octobre 1940, moins de huit mois après sa retraite de l'armée.

## Source de la traduction
- (en) Cet article est partiellement ou en totalité issu de l’article de Wikipédia en anglais intitulé « Michitarō Komatsubara » (voir la liste des auteurs).